# Mexico op het wereldkampioenschap voetbal 1930
Mexico was een van de landen die deelnam aan het Wereldkampioenschap 1930 in Uruguay. Mexico strandde reeds in de poule-fase.

## Kwalificatie
De teams werden uitgenodigd door de FIFA om aan het kampioenschap mee te doen. Zodoende was er geen kwalificatie nodig om mee te doen aan de eerste Wereldkampioenschap voetbal. Dit was het enige WK waarvoor de landen zich niet hoefden te kwalificeren.

## Selectie
| Naam                      | Club                 | W |   |
| ------------------------- | -------------------- | - | - |
| Keepers                   |                      |   |   |
| Óscar Bonfiglio           | Club Deportivo Marte | 2 | 0 |
| Isidoro Sota              | Club América         | 1 | 0 |
| Verdedigers               |                      |   |   |
| Francisco Garza Gutiérrez | Club América         | 1 | 0 |
| Rafael Garza Gutiérrez    | Club América         | 3 | 0 |
| Dionisio Mejía            | CF Atlante           | 1 | 0 |
| Alfredo Sánchez           | Club América         | 3 | 0 |
| Middenvelders             |                      |   |   |
| Efraín Amezcúa            | CF Atlante           | 2 | 0 |
| Juan Sandoval Carreño     | CF Atlante           | 3 | 1 |
| Hilario López             | Club Deportivo Marte | 3 | 0 |
| Raimundo Rodríguez        | Club Deportivo Marte | 1 | 0 |
| Felipe Rosas              | CF Atlante           | 3 | 0 |
| Manuel Rosas              | CF Atlante           | 3 | 2 |
| Aanvallers                |                      |   |   |
| Jesús Castro              | CF Atlante           | 0 | 0 |
| Roberto Gayón             | Club América         | 2 | 1 |
| Felipe Olivares           | CF Atlante           | 1 | 0 |
| Luis Pérez                | Necaxa               | 2 | 0 |
| José Ruíz                 | Necaxa               | 2 | 0 |
| Bondscoach                |                      |   |   |
| Juan Luque de Serrallonga |                      |   |   |

## Wereldkampioenschap

### Groep A
| Team       | Pld | W | D | L | GF | GA | Pts |
| ---------- | --- | - | - | - | -- | -- | --- |
| Argentinië | 3   | 3 | 0 | 0 | 10 | 4  | 6   |
| Chili      | 3   | 2 | 0 | 1 | 5  | 3  | 4   |
| Frankrijk  | 3   | 1 | 0 | 2 | 4  | 3  | 2   |
| Mexico     | 3   | 0 | 0 | 3 | 4  | 13 | 0   |

|                        |                                                |           |             |                                                                           |
| 13 juli 1930 15:00 uur | Frankrijk                                      | 4 – 1     | Mexico      | Estadio Pocitos, Montevideo Toeschouwers: ~3,000 Scheidsrechter: Lombardi |
| 13 juli 1930 15:00 uur | L. Laurent 19' Langiller 40' Maschinot 43' 87' | (Verslag) | 70' Carreño | Estadio Pocitos, Montevideo Toeschouwers: ~3,000 Scheidsrechter: Lombardi |

|                        |                           |           |        |                                                                                    |
| 16 juli 1930 14:45 uur | Chili                     | 3 – 0     | Mexico | Estadio Parque Central, Montevideo Toeschouwers: ~7,000 Scheidsrechter: Christophe |
| 16 juli 1930 14:45 uur | Subiabre 3' 52' Vidal 65' | (Verslag) |        | Estadio Parque Central, Montevideo Toeschouwers: ~7,000 Scheidsrechter: Christophe |

|                        |                                                |           |                                   |                                                                              |
| 19 juli 1930 15:00 uur | Argentinië                                     | 6 – 3     | Mexico                            | Estadio Centenario, Montevideo Toeschouwers: ~50,000 Scheidsrechter: Saucedo |
| 19 juli 1930 15:00 uur | Stábile 8' 45' 80' Zumelzú 12' 55' Varallo 53' | (Verslag) | 42' (pen.) 65' M. Rosas 75' Gayón | Estadio Centenario, Montevideo Toeschouwers: ~50,000 Scheidsrechter: Saucedo |

FMF · A-internationals · Selecties · Bondscoaches · Statistieken · Mexicaans vrouwenelftal · Olympisch elftal · Mexico U21 · Mexico U20 · Mexico U19 · Mexico U18 · Mexico U17
1920 – 1949 ·
1950 – 1969 ·
1970 – 1979 ·
1980 – 1989 ·
1990 – 1999 ·
2000 – 2009 ·
2010 – 2019 ·
2020 – 2029
Copa América 1993 ·
Copa América 1995 ·
Copa América 1997 ·
Copa América 1999 ·
Copa América 2001 ·
Copa América 2004 ·
Copa América 2007 ·
Copa América 2011 ·
Copa América 2015 · 
Copa América 2016
WK 1930 ·
WK 1950 ·
WK 1954 ·
WK 1958 ·
WK 1962 ·
WK 1966 ·
WK 1970 ·
WK 1978 ·
WK 1986 ·
WK 1994 ·
WK 1998 ·
WK 2002 ·
WK 2006 ·
WK 2010 ·
WK 2014 · 
WK 2018
OS 1928 ·
OS 1948 ·
OS 1964 ·
OS 1968 ·
OS 1972 ·
OS 1976 ·
OS 1992 ·
OS 1996 ·
OS 2004 ·
OS 2012 ·
OS 2016 ·
OS 2020
1923 ·
1924–1927 ·
1928 ·
1929 ·
1930 ·
1931–1933 ·
1934 ·
1935 ·
1936 ·
1937 ·
1938 ·
1939–1946 ·
1947 ·
1948 ·
1949 ·
1950 ·
1951 ·
1952 ·
1953 ·
1954 ·
1955 ·
1956 ·
1957 ·
1958 ·
1959 ·
1960 ·
1961 ·
1962 ·
1963 ·
1964 ·
1965 ·
1966 ·
1967 ·
1968 ·
1969 ·
1970 · 
1971 · 
1972 · 
1973 · 
1974 · 
1975 · 
1976 · 
1977 · 
1978 · 
1979 · 
1980 · 
1981 · 
1982 · 
1983 · 
1984 · 
1985 · 
1986 · 
1987 · 
1988 · 
1989 · 
1990 · 
1991 · 
1992 · 
1993 · 
1994 · 
1995 · 
1996 · 
1997 · 
1998 · 
1999 · 
2000 · 
2001 · 
2002 · 
2003 · 
2004 · 
2005 · 
2006 · 
2007 · 
2008 · 
2009 · 
2010 · 
2011 · 
2012 · 
2013 · 
2014 · 
2015 · 
2016 ·
2017 ·
2018 ·
2019 ·
2020 ·
2021 ·
2022 ·
2023
Albanië ·
Algerije ·
Angola ·
Argentinië ·
Australië ·
België ·
Belize ·
Bermuda ·
Bolivia ·
Bosnië en Herzegovina ·
Brazilië ·
Bulgarije ·
Canada ·
Chili ·
China ·
Colombia ·
Congo-Kinshasa ·
Costa Rica ·
Cuba ·
Curaçao ·
DDR ·
Denemarken ·
Dominica ·
Duitsland ·
Ecuador ·
Egypte ·
El Salvador ·
Engeland ·
Estland ·
Fiji ·
Finland ·
Frankrijk ·
Gambia ·
Ghana ·
Griekenland ·
Guatemala ·
Guyana ·
Haïti ·
Honduras ·
Hongarije ·
Ierland ·
IJsland ·
Irak ·
Iran ·
Israël ·
Italië ·
Ivoorkust ·
Jamaica ·
Japan ·
Joegoslavië ·
Kameroen ·
Kroatië ·
Liberia ·
Luxemburg ·
Marokko ·
Martinique ·
Nederland ·
Nederlandse Antillen ·
Nicaragua ·
Nieuw-Zeeland ·
Nigeria ·
Noord-Ierland ·
Noord-Korea ·
Noorwegen ·
Oekraïne ·
Oezbekistan ·
Panama ·
Paraguay ·
Peru ·
Polen ·
Portugal ·
Qatar ·
Roemenië ·
Rusland ·
Saint Kitts en Nevis ·
Saint Vincent en de Grenadines ·
Saoedi-Arabië ·
Schotland ·
Senegal ·
Servië ·
Slovenië ·
Slowakije ·
Sovjet-Unie ·
Spanje ·
Suriname ·
Trinidad en Tobago ·
Tsjechië ·
Tsjecho-Slowakije ·
Tunesië ·
Uruguay ·
Venezuela ·
Verenigde Staten ·
Wales ·
Wit-Rusland ·
Zuid-Afrika ·
Zuid-Korea ·
Zweden ·
Zwitserland
Angola (2006) ·
Argentinië (2006) ·
Brazilië (1999) ·
Brazilië (2014) ·
Brazilië (2018) ·
Duitsland (2018) ·
Frankrijk (2010) ·
Iran (2006) ·
Kameroen (2014) ·
Kroatië (2014) ·
Nederland (2014) ·
Portugal (2006) ·
Uruguay (2010) ·
Zuid-Afrika (2010) ·
Zuid-Korea (2018) ·
Zweden (2018)